# Atimia juniperi
Atimia juniperi är en skalbaggsart som beskrevs av Holzschuh 1984. Atimia juniperi ingår i släktet Atimia och familjen långhorningar.
Artens utbredningsområde är Nepal. Inga underarter finns listade.